# Neotherina imperilla
Neotherina imperilla är en fjärilsart som beskrevs av Paul Dognin 1911. Neotherina imperilla ingår i släktet Neotherina och familjen mätare. Inga underarter finns listade i Catalogue of Life.

## Bildgalleri

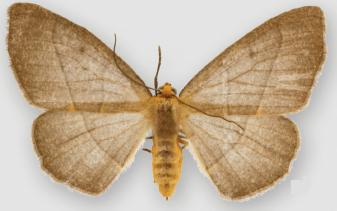
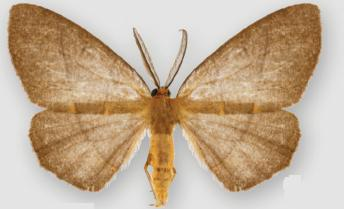